# Villers-le-Bouillet
Villers-le-Bouillet é um município da Bélgica localizado no distrito de Huy, província de Liège, região da Valônia.